# Muang Toumlan
Muang Toumlan är ett distrikt i Laos.   Det ligger i provinsen Salavan, i den sydöstra delen av landet, 400 km sydost om huvudstaden Vientiane.